# Universität Chungbuk

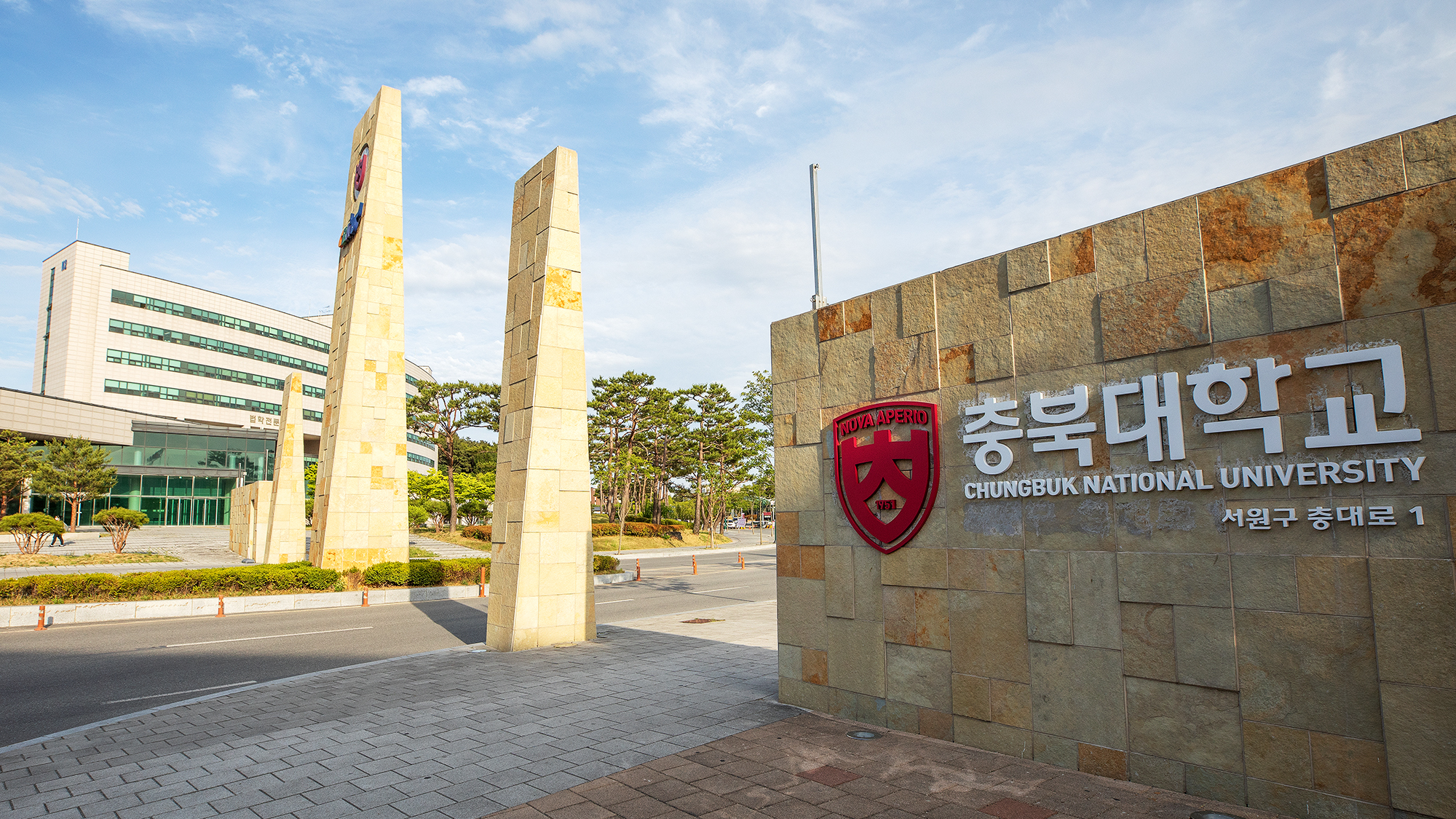
Universität Chungbuk (2023)

Die Universität Chungbuk (Englisch: Chungbuk National University, kurz: CBNU) ist eine staatliche Universität in Südkorea. Sie liegt in Gaesin-dong, Seowon-gu, Cheongju in Chungcheongbuk-do.
Der Name Chungbuk (충북) ist die Kurzform von Chungcheongbuk-do (충청북도), des Namens der koreanischen Provinz (Nord-Chungcheong).

## Geschichte
Die Universität wurde im September 1951 als provinziale Landwirtschaftsfachhochschule Cheongju (청주초급농과대학, 2-jährig) gegründet. Im Januar 1953 wurde sie sich zur 4-jährigen Landwirtschaftshochschule, im April 1956 dann zur provinzialen Hochschule Chungbuk (충북대학). Im März 1962 wurde sie mit der Universität Chungnam zur staatlichen Universität Chungcheong zusammengelegt. Im März 1963 wurde sie aber wieder in zwei staatliche Hochschulen geteilt.
1968 gründete sie die Graduate School, und im Dezember 1977 entwickelte die Hochschule sich zur Universität Chungbuk mit vier Colleges (Fakultäten): Ingenieurwissenschaften, Agrarwissenschaften, Pädagogik und Sozialwissenschaften.

## Akademische Einrichtung

### Colleges
- College für Geisteswissenschaften
- College für Sozialwissenschaften
- College für Naturwissenschaften
- College für Betriebswirtschaftslehre
- College für Ingenieurwissenschaften
- College für Elektronik und Informatik
- College für Agrar-, Bio- und Umweltwissenschaften
- College für Rechtswissenschaften
- College für Pädagogik
- College für Humanökologie
- College für Veterinärmedizin
- College für Pharmazie
- College für Medizin
- Abteilung für autonome Majors
- Schule für interdisziplinäre Wissenschaft

### Graduate Schools
- (Allgemeine) Graduate School
- Spezielle Graduate Schools
  - Graduate School für Pädagogik
  - Graduate School für Öffentliche Verwaltung
  - Graduate School für Industrie
  - Business School
  - Graduate School für Legal Affairs
  - Law School
  - Graduate School für Medizin
  - Graduate School für Konvergenz von Gesundheits- und Wirtschaftswissenschaften